# Rugby

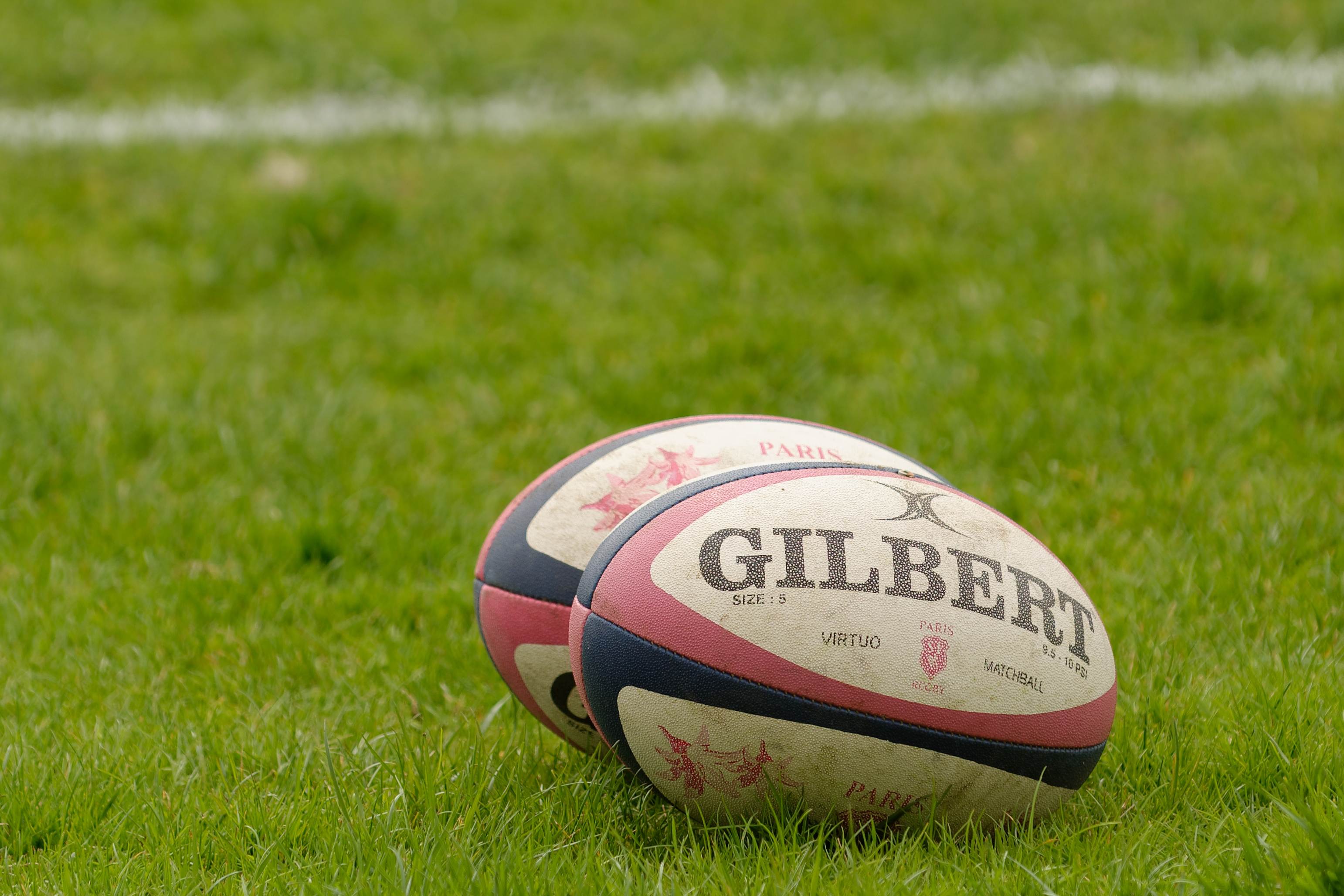
Minge de rugby

Rugby, scris și rugbi (din cuvântul englez rugby, pronunție AFI englezească /'rʌɡbi/, pronunție românească simplificată rágbi), este un sport cu mingea, originar din Anglia. Numele jocului provine de Rugby School, o școală pentru băieți din Anglia. Mingea cu care se joacă rugby-ul este de formă ovală, motiv pentru care sportul mai este uneori numit „sportul cu balonul oval”. Cele două variante principale sunt rugby în XV (rugby union) și rugby în XIII (rugby league).

## Istoric

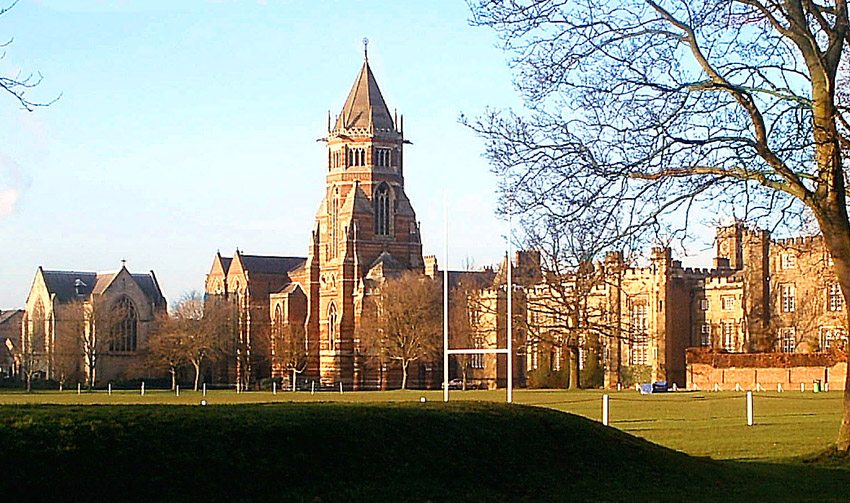
Rugby School în Anglia

Strămoșul rugbyului este „la soule”, sport practicat pe scară largă în Franța, începând cu perioada Evului Mediu. Varianta originală a sa a fost inventată pe terenului principalului colegiu din orașul Rugby, situat în Anglia. Potrivit legendei, în cursul unui meci de fotbal (care nu trebuie însă confundat cu varianta actuală a sportului desemnat cu acest nume), jucat în anul 1823, William Webb Ellis, elev al acestui colegiu și viitor pastor, a luat în brațe balonul și l-a purtat în spatele liniei porții adverse, deși tradiția cerea ca punctele să fie înscrise cu piciorul. În realitate, originile rugbyului sunt ceva mai complexe. În acea perioadă, fiecare dintre colegiile britanice practicau un joc cu balonul derivat din "la soule". Fiecare colegiu avea propriile sale reguli, iar jocul cu piciorul și cu mâna erau destul de răspândite. Gestul lui William Webb Ellis, de a ține balonul în mâini, într-o fază a jocului în care așa ceva nu era permis, a făcut ca regulile colegiului din Rugby să evolueze progresiv.
Odată cu apariția căilor ferate însă, colegiile nu mai erau izolate unele de altele, iar întâlnirile sportive au devenit posibile. În primul rând, era necesar ca viitorii competitori să se pună de acord asupra regulilor care trebuie adoptate. La început, meciurile se jucau conform regulilor stabilite de colegiul care îndeplinea oficiul de gazdă. Nu pentru mult timp, pentru că destul de repede s-a simțit nevoia de a avea reguli uniforme. Au urmat dispute între partizanii care preferau jocul cu piciorul (dribbling) și cei care doreau limitarea unui asemenea joc, considerat prea violent (ar trebui avut în vedere că jocul practicat în acea perioadă era diferit față de cel de astăzi). Din aceste discuții s-au născut două sporturi diferite - cel cunoscut astăzi sub denumirea de fotbal și rugbyul. Acestea, la rândul lor, au dat nașterea unui important de variante și sporturi înrudite.
Regulile de joc, care afirmau specificitatea fotbalului jucat în colegiul din Rugby, vor fi codificate pentru prima dată în anul 1846 de către elevi, iar la 8 decembrie 1863, la Cambridge, de către studenții acestei universități, foști elevi proveniți din Rugby.

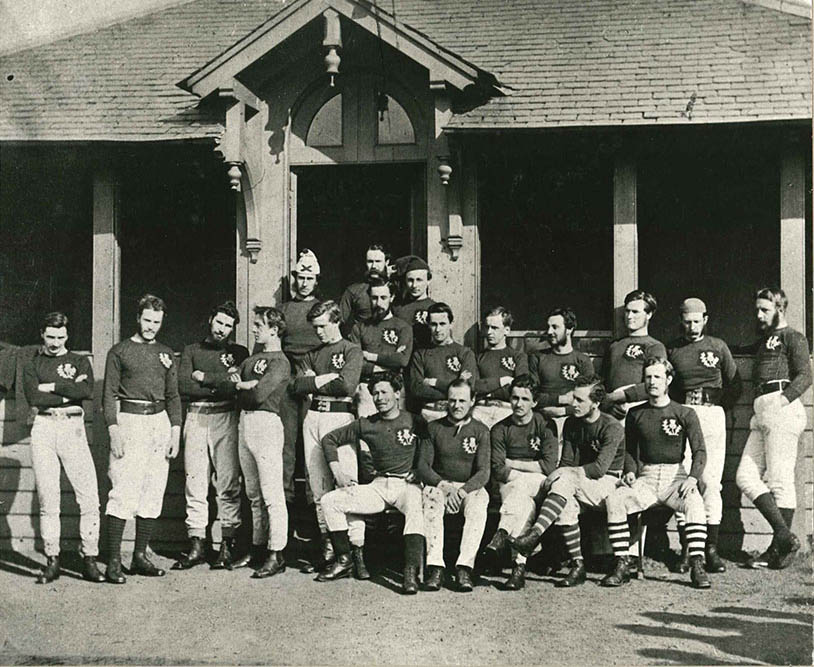
Echipa națională de rugby a Scoției în 1871

În anul 1871, pentru a se distinge în mod definitiv de fotbal și de "Football Association", se naște prima federație națională: Rugby Football Union (RFU). În același an, la Edinburgh are loc și prima întâlnire internațională, disputată între Scoția și Anglia, meci încheiat cu victoria gazdelor, cu scorul de 4-1. În mod progresiv, RFU a adoptat diverse reguli pentru îmbunătățirea jocului, cum sunt suprimarea unor anumite lovituri periculoase, permiterea pasei cu mâna (în 1875) sau diminuarea numărului de jucători de la 20 la 15 (în 1877).
Încetul cu încetul, rugbyul, rezervat inițial elitelor, câștigă toate păturile sociale. În anii 1880 se pune problema profesionismului, adoptat în 1885, care va determina scindarea mișcării rugbystice. Începând cu anul 1891, respectiv la un an de la înființarea International Rugby Board, for însărcinat cu gestiunea jocului și a regulilor acestuia, cluburile din nordul Angliei reclamau un ajutor pentru compensarea muncitorilor pentru timpul de muncă pierdut prin jucărea meciurilor de sâmbătă (care era zi lucrătoare), dar RFU a refuzat să admită această pretenție. După mai multe tentative, "Northern Rugby Football Union", o copie profesionistă a RFU, a fost înființată la 27 august 1895. Ulterior, această organizație a dat naștere unei variante diferite a acestui sport, denumită "rugby league", care este practicat în țările anglofone. Abia la sfârșitul sec. XX, rugbyul va accepta profesionismul.
În anul 2007, se numărau circa 3,5 milioane de jucători legitimați în întreaga lume.

## Reguli de joc

### Terenul de joc

Terenul de joc la rugby, cu marcajele albe

Rugby se joacă pe un teren dreptunghiular având dimensiunile de 144×70 metri maximum, de cele mai multe ori acoperit cu gazon. Niște marcajele albe sunt trasate pe suprafața terenului la intervale regulate. Delimitări sunt, la fiecare parte a terenului:
- linia de balon mort
- linia de țintă
- linia de 22 m (distanța în raport cu linia de țintă)
- linia de 10 m
- linia de centru

Distanța dintre cele două linii de țintă (câmpul de joc) este de 100 m maximum.
„Butul”, sub formă de H, este constituit din doi stâlpi paraleli de 13 m în înălțime, la o distanță de 5,6 m, cu o bară transversală aflată la 3 m de sol.

### Timp
Un meci durează 80 de minute, în două reprize de 40 de minute și o pauză de 10 minute.

### Marcarea punctelor
Obiectivul jocului este de a câștiga puncte prin: 
1. Purtarea și culcarea mingii în terenul de țintă advers (eseu).
2. Trimiterea mingii cu piciorul printre buturile adverse. Buturile sunt formate din doi stâlpi paraleli cu o bară ridicată perpendicular între ei.

- Eseu: 5 puncte
- Transformarea eseului: 2 puncte
- Drop-gol (lovitură de picior căzută): 3 puncte
- Lovitura de pedeapsă: 3 puncte

Un penalty se efectuează în al doilea mod.

### Desfășurarea jocului

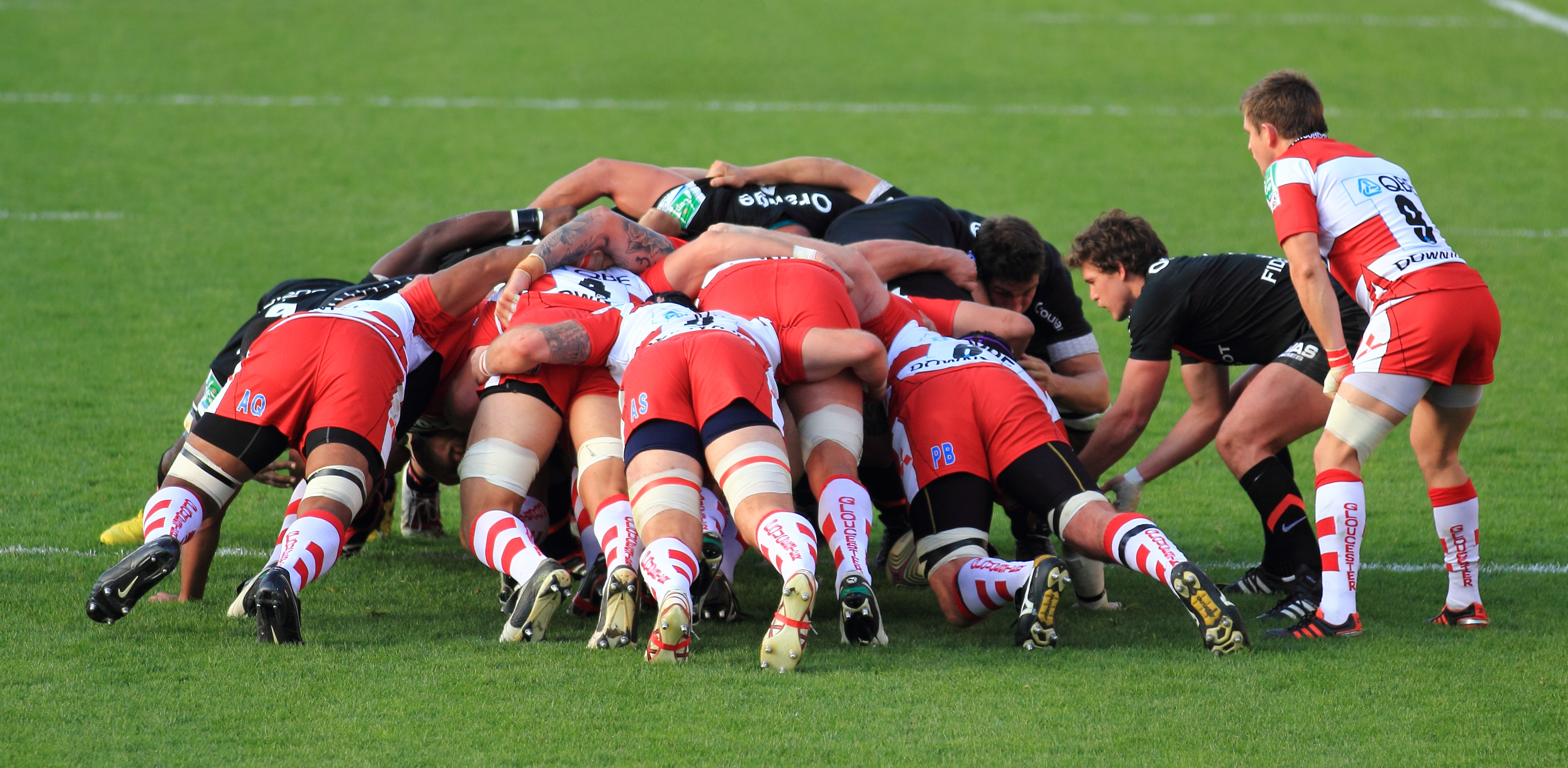
Grămadă ordonată într-un meci din Heineken Cup

Mingea se poate pasa numai înapoi cu mâna, sau și înainte, dacă este lovită cu piciorul. Echipa adversă poate să recupereze mingea printr-un placaj. De obicei asta înseamnă că unul sau mai mulți jucători din echipa opusă prind pe jucătorul aflat în posesia mingii și îl blochează la pământ.
Regula ofsaidului - există două situații:
- la momentele fixe (grămada ordonată sau repunerea din margine)
- în joc deschis.

Ofsaidul la grămada ordonată: liniile imaginare care trec la ultimele picioare ale jucatorilor din grămada ordonată sunt liniile de ofsaid. Niciun jucator advers nu are voie să treacă peste aceste linii, ci trebuie să aștepte la linia ultimelor picioare ale echipei proprii până când balonul iese din conturul grămezii.
Ofsaidul la margine: liniile imaginare care trec la 10 metri paralele cu aliniamentul jucătorilor participanți la margine sunt liniile de ofsaid. Jucătorii neparticipanți la margine trebuie să stea în spatele acestei linii până când marginea se termină.
Ofsaidul în jocul deschis: orice jucător care se află înaintea coechipierului purtător de balon se află în poziție de ofsaid. El trebuie să fie în spatele purtătorului de balon pentru a reintra în joc. Dacă un jucător încearcă să joace un balon șutat de un coechipier aflat în spatele său, se află în ofsaid și este penalizat cu lovitură de pedeapsă.
Regula ținutului la pământ: un jucător purtător de balon este obligat să elibereze balonul dacă este placat și ținut la pământ. În caz contrar, dacă încearcă să joace balonul, este penalizat cu lovitură de pedeapsă.

### Pozițiile de joc

Pozițiile jucătorilor (în engleză)

O echipă de rugby cuprinde 15 jucători, la care se adaugă jucătorii de rezervă pentru înlocuiri sau substituiri. Jucătorii au poziții specifice, simbolizate de numere de la 1 la 15 pe tricouri.
Pachetul (în engleză pack) este constituit de opt jucători, înaintașii (forwards), numerotați de la 1 la 8:
- linia I:
  - nr.1 și 3: pilierii stâng (loosehead prop) și drept (tighthead prop), cei mai puternici jucători din lotul, poziționați în linia întâi în grămadă
  - nr.2: taloneurul (hooker), poziționat în linia întâi, între cei doi pilieri
- nr.4 și 5: linia a II-a (locks), de obicei cei mai înalți jucători din lotul
- linia a III-a, jucători atât puternici cât și agili
  - nr.6 și 7: aripile de grămadă stângă (blindside flanker) și dreaptă (outside flanker)
  - nr.8: închizătorul (no.8): ultimul în grămadă, coordonează ceilalți înaintași și pasează mingea

Mijlocașii (half-backs) sunt:
- nr.9: mijlocașul la grămadă (scrum half), numit și demi de mêlée, leagă înaintașii și treisferturii, introduce mingea în grămadă
- n.10: mijlocașul la deschidere (fly half), numit si uvertura, execută loviturile de pedeapsă, coordonează atacurile

Linia de treisferturi sau linia de dinapoi (backs) este compusă din:
- nr.11 și 14: aripile de treisferturi stângă (left wing) și dreaptă (right wing), cei cei mai rapizi jucători, aleargă cu mingea pe laterala terenului pentru a marca un eseu
- nr.12 și 13: centrii interior (inside centre) și exterior (outside centre), declanșează atacul din spate și opresc atacurile adversarilor
- nr.15: fundașul (fullback), ultima linie de apărare, recuperează mingile lovite cu piciorul de către adversari

## Rugby League și Rugby Union

### Asemănări:
Cele două tipuri de rugby utilizează o minge ovală, cu ambele jocuri programate să dureze 80 de minute. Câștigătorul va fi echipa cu cel mai mare număr de eseuri, conversii, drop-goluri și goluri, ca rezultat al loviturii de pedeapsă. Pentru ca un gol să fie marcat, un jucător ar trebui să lovească mingea între cele două buturi. Pentru ca jucătorul să marcheze un eseu, el trebuie să fi traversat linia de țintă a adversarului și a plasat mingea pe teren. Echipa care a marcat are o șansă suplimentară de a înscrie alte două puncte prin lovirea mingii. Atunci când jocul este în sesiune, numai jucătorul cu mingea poate fi abordat sau oprit din progres, în timp ce toți ceilalți jucători sunt liberi să ruleze în orice direcție. Jocul începe când mingea este trecută de la un jucător la altul. În ambele cazuri, un arbitru poate folosi tehnologia video.

### Deosebiri:

#### Deținere:
În cadrul Rugby Union, fiecare parte este formată din jucători 15 și înlocuitori 7, în timp ce în Rugby League fiecare parte are jucători 13 și înlocuitori 10. Aceasta înseamnă că League are mai multă implicare fizică, deoarece mai puțini jucători trebuie să acopere întregul teren. League a modificat unele reguli privind posesia mingii. Acest lucru înseamnă că, atunci când mingea este ținută, normele Union permit concursul prin linii în timp ce în League începe jocul din nou. În League, prin urmare, jocul este rar oprit, făcând jocul cu mingea să fie în acțiune pentru peste 50 minute din minutele 80.

#### Acordarea problemei:
Un jucător care deține mingea cu ambele mâini poate fi împins la pământ folosind piciorul numai în Rugby League. O lovitură este considerată completă atunci când cotul jucătorului cu mingea atinge fundul terenului sau jucătorul se află în poziție verticală.
În Rugby Union, un joc este numărat numai atunci când jucătorul cu mingea este fixat pe pământ. Un astfel de jucător trebuie să treacă mingea, ducând jocul la o oprire temporară. În League, jocul nu este afectat nici după ce un jucător este fixat la pământ într-un joc. Jucătorul care se ocupă are opțiunea de a renunța instantaneu la minge, făcându-l să se îndepărteze.

#### Punctajul:
În Rugby Union, un scor este în valoare de puncte 5, iar un gol este un punct 3, în timp ce League va acorda puncte 4 pentru un punctaj, dar un punct pentru un gol. În Union, un obiectiv de penalizare este 3, în timp ce în League sunt puncte 2.

#### Câmpul de joc:
Pasul "Rugby League" se măsoară între 112 și 122, lungi de 68 metri. În Rugby Union, pitch-ul măsoară 144 cu 70 metri lungime și respectiv lată.

## Sporturi înrudite
- fotbalul canadian, care se dispută în 12 jucători;
- fotbalul american, care se dispută în 11 jucători;
- fotbalul australian;
- fotbalul gaelic, creat în 1885, sport în care placajele și tackling-urile sunt interzise;
- rugby league, creat în mai multe etape, între 1895-1906:
  - 1895 – scindarea RFU și crearea Northern RFU: 15 jucători și aceleași reguli ca ale RFU, dar compensarea jucătorilor pentru pierderea salariului lor și cheltuieli;
  - 1906 – rugby-ul în XIII: Northern RFU adoptă reguli specifice și modifică formatul echipelor, care vor avea de acum înainte 13 jucători fiecare; din 1922, această variantă a rugby-ului se numește "rugby football league" sau "rugby league" în țările anglofone;
- rugby în VII: adaptare a jocului în XV;
- rugby în IX: adaptare a jocului în XIII;
- rugby în X: adaptare a jocului în XV;
- Touch rugby: derivat al jocului în XV sau XIII;
- Tag rugby: derivat al jocului în XV sau XIII;
- RugbyHandy sau quadrugby (născut în Canada în 1977)
- Handi-rugby în XIII
- Rugby flag: derivat din jocul în XV
- International rules football: compromis pentru întâlnirile între fotbalul australian și cel gaelic.
- rugby pe plajă: derivat al jocului în XV, care se joacă pe nisip.

## Rugby în arte

### În literatură
- Cei 15 din Carpați, Dimitrie Callimachi, Geo Raețchi, Editura Sport-turism, 1981.
- Învingătorii,	Grigore Ciascai, Editura Eurotip, Baia Mare, 2011.
- Campionii, Grigore Ciascai, Editura Ceconi, Baia Mare, 2017.

### În filme
- This Sporting Life (1963)
- Forever Strong (2008);
- La partita lenta (2009)
- Pacific Warriors (2015)
- The Ground We Won (2015)

### Romane grafice, caricaturi și benzi desenate
Romane grafice:
- Christian Vicini și René Durand, Ballon ovale, Editura  Bayard / BD Okapi, 1985.
- Griss, Chabal puissance 8, Editura Jungle Kids, 2001.
- Richard Guérineau și Sylvain Gâche, Croke Park - Dimanche sanglant à Dublin, Editura Delcourt, 2020.

Benzi desenate
În Franța, au devenit foarte populare următoarele serii de albume:
- Léo Passion Rugby (desenator: Philippe Fenech; scenarist: Loïc Nicoloff; Editura Soleil).
- Les Barbares (desenator: Duvigan; scenarist:  Serge Simon, Toots, Zampano; Editura Hugo BD).
- Les Rubipèdes (desenator și scenarist: Michel Iturria; Editura Sud Ouest).
- Ovalon (desenator: Régis Donsimoni; scenariști: Sylvain Dos Santos și Rémi Guérin; Editura Le Lombard).
- Rugbymen (desenator: Poupard; scenarist: Béka; Editura Bamboo).

Caricaturi
- Pat Mallet, Les Mordus du Rugby, Editura Le Cherche Midi, 1986.
- Gurcan Gürsel, Top 15, Editura Joker, 2007.